# نادي ترانمير روفرز
نادي ترانمير روفرز لكرة القدم (بالإنجليزية: Tranmere Rovers FC)‏ هو ناد إنجليزي لكرة القدم في إنجلترا تأسس في العام 1884.

## وصلات خارجية
- الموقع الرسمي